# Antsiranana II
Antsiranana II är ett distrikt i Madagaskar.   Det ligger i regionen Diana, i den norra delen av landet, 700 km norr om huvudstaden Antananarivo.